# Egg Harbor (Wisconsin)
Egg Harbor – miasto w Stanach Zjednoczonych, w stanie Wisconsin, w hrabstwie Door.